# Монморанси-Люксембург, Анн-Поль-Эммануэль-Сижисмон де
Анн-Поль-Эммануэль-Сижисмон де Монморанси (фр. Anne-Paul-Emmanuel-Sigismond de Montmorency; 8 декабря 1742 — 3 июня 1790), принц де Люксембург — французский генерал, рыцарь орденов короля.

## Биография
Второй сын Шарля-Анна-Сижисмона де Монморанси-Люксембурга и Мари-Этьенетты де Буйон-Фервак.
Поначалу был известен как шевалье де Монморанси-Люксембург. Начал военную службу во флоте, в 1763 командовал фрегатом «Топаз» (La Topaze).
В 1775 ездил в Россию и встретился с Екатериной II, пытаясь добиться поддержки кандидатуры графа д’Артуа на польский престол.

### Участие в войне за независимость США и англо-французской войне (1778—1783).
В 1779 году приобрёл у принца Карла Генриха Нассау-Зигена остатки его десантного корпуса «де Нассау», который тот распродавал по частям, чтобы избежать разорения после провальной попытки вторжения на остров Джерси в ходе англо-французской войны (1778—1783). Заместителем принца во время этой операции был, авантюрист и солдат-наёмник, самозваный барон Филипп де Рюлькур — единственный из всего десанта, кто сумел со своим крошечным отрядом ступить на побережье Джерси. Однако, начавшийся вскоре, отлив заставил основную флотилию принца отойти на глубину, а барона вернуться к своим. Тем не менее, этим подвигом он обратил на себя внимание шевалье де Монморанси-Люксембурга, и тот произвёл его в лейтенант-полковники и назначил командиром своего личного войска, переименованного в Легион де Люксембург (фр. Légion de Luxembourg, иначе — добровольцы де Люксембург).
К концу 1780 года унаследовал титул принца. Содержание личного войска обходилось весьма недёшево, и де Монморанси-Люксембург искал случая отличиться в расчёте на щедрое вознаграждение короля. Поэтому, предложенный де Рюлькуром, новый план захвата Джерси был немедленно им одобрен и представлен Людовику XVI. Кроль, крайне озабоченный ущербом французскому коммерческому судоходству от действий джерсийских приватиров и другими соображениями военного характера, горячо поддержал эту инициативу и даже пообещал принцу губернаторство Джерси в случае полного успеха операции. Многие французские военные высказывали опасения, что новая экспедиция станет лишь напрасной тратой ресурсов, поскольку, отбив вторжение 1779 года, британская администрация значительно усилила оборону острова. Однако принцу удалось сломить их скепсис, доказывая с помощью данных агентурной сети, налаженной на острове бароном, что местное население, в большинстве своём франкофоны, ненавидит англичан и не окажет сопротивления. А британский гарнизон можно будет одолеть военной хитростью, благодаря добытым подробным картам побережья, чертежам береговых укреплений, сведениям о точном расположении и численности войск. Получив одобрение короля, принц поручил де Рюлькуру довести за счёт французской казны численность легиона «де Люксембург» до 2000 человек в четырёх дивизионах. Поначалу принц де Люксембург планировал лично участвовать в высадке на Джерси, но узнав, что набранные бароном добровольцы в большинстве своём — дезертиры и бывшие уголовники, отказался от этого намерения, сказавшись больным. Операции, начатой 19 декабря 1780 года, поначалу сопутствовал успех. С отрядом в 900 человек барону удалось высадиться ранним утром 6 января 1781 года на мысу Ла Рок (фр. La Rocque) прихода Грувиль, и захватив англичан врасплох, занять столицу Сент-Хелиер. Однако в ходе последовавшей битвы с основным силами гарнизона Джерси, де Рюлькур был смертельно ранен, а его десант полностью разбит — большинство легионеров сдались или погибли.
В 1778 году по заказу так называемых американских комиссионеров Бенджамина Франклина, Сайласа Дина и Артура Ли на голландских верфях был спущен на воду 40-пушечный фрегат «Индеец» (фр. Indien). Однако голландское правительство, уступившее нажиму Великобритании, и финансовые затруднения вынудили комиссионеров продать судно французскому королю. К сожалению, воспользоваться покупкой королевский флот не мог, поскольку британцы угрожали уничтожить это судно, как только оно появится в море под французским флагом. В течение трёх лет французские и американские агенты, среди которых был и упомянутый выше принц Нассау-Зиген, предпринимали попытки завладеть кораблём, пока 1780 году оно не был отдано домогавшемуся воинской славы принцу де Монморанси-Люксембургу в безвозмездное пользование на три года. Нанятому им капитану удалось укомплектовать судно командой, в частности и вывести в открытое море, однако после провала джерсийской кампании траты на содержание остатков личной армии и фрегата стали для принца непосильными. Тогда в 1781 году он переименовал корабль в «Южную Каролину» (англ. South Carolina) и сдал во фрахт ВМС Южной Каролины для крейсерства против британского торгового флота, а уцелевших легионеров «де Люксембург» отправил служить на нём морскими пехотинцами. Принц, таким образом, не только избавился от военной собственности, отягощавшей его бюджет и грозившей разорением, но и получил по условиям фрахта потенциальный источник дохода в виде четверти будущих призов фрегата.

### Дальнейшая служба
Получил командование второй ротой королевских телохранителей, после отставки принца де Тенгри.
1 марта 1780 произведен в бригадиры кавалерии, 1 января 1784 стал лагерным маршалом.
1 января 1789 пожалован в рыцари ордена Святого Духа.
Умер в эмиграции. Был холост.

### Книги
- Franc̜ois Alexandre Aubert de La Chenaye-Desbois. Dictionnaire de la noblesse, … :  [фр.] / Chez Antoine Boudet. — Seconde édition. — Paris : Libraire-Imprimeur du Roi, rue saint Jaques, 1778. — Vol. XII. — 934 p.
- Louise Downie, Doug Ford. 1781 : The Battle of Jersey and The Death of Major Peirson :  [англ.]. — Jersey : Jersey Heritage Trust, 2012. — 62 p. — ISBN 978-0-9562079-7-5.
- Rev. Alban E. Ragg. A Popular History of Jersey :  [англ.]. — Jersey : Walter Guiton, 1895. — Chapter 22 : Battle of Jersey 1 - The landing.
- Англо-французские войны // Военная энциклопедия : [в 18 т.] / под ред. В. Ф. Новицкого … [и др.]. — СПб. ; [М.] : Тип. т-ва И. Д. Сытина, 1911—1915.
- The Rev. Philip Falle. An Account of the Island of Jersey : With an Appendix of Records, &o :  [англ.] / Notes and illustrations by the Rev. Edward Durell. — Jersey : Richard Giffard, 1837. — 480 p.
- David Syrett. The Royal Navy in European Waters During the American Revolutionary War :  [англ.]. — illustrated. — Columbia, South Carolina, USA : University of South Carolina Press, 1998. — 217 p. — Studies in maritime history. — ISBN 1-57003-238-6.
- James A. Lewis. Neptune's Militia : The Frigate South Carolina During the American Revolution :  [англ.]. — illustrated. — Kent, OH, USA : Kent State University Press, 1999. — 235 p. — Studies in maritime history. — ISBN 0-87338-632-9.
- Gardner Weld Allen. A Naval History of the American Revolution :  [англ.]. — USA : Houghton Mifflin Company, 1913. — Vol. 1.

### Статьи
- De Cleves, le 17 Août :  [фр.] // Courier du Bas-Rhin / Lutton. — 1776. — № 66 (17 août). — P. 528—529.
- Des lettres particulières de Varsovie… :  [фр.] // Journal politique, ou Gazette des gazettes / Lutton. — 1776. — Octobre. — P. 30.
- №11976, с. 2 (англ.) // London Gazette : newspaper. — London, 1779. — No. 11976. — P. 2. — ISSN 0374-3721.
- An old Jersey militiaman. French attacks on Jersey, in 1779 and 1781 :  [англ.] // The Guernsey and Jersey Magazine / Jonotan Duncan. — London, 1837. — Vol. III (June). — P. 370—373.
- Eude Michel. Pierre Jourdan, Les Iles Chausey :  [фр.] // Annales de Normandie. — Caen, 1956. — Vol. 6, № 1. — P. 101—104. — ISSN 0003-4134.